# Цвијета Јоб
Цвијета Јоб (Београд, 6. август 1924. — Загреб, 18. јун 2013.) била је српска сликарка, која је живела у Хрватској и која се још бавила графиком, илустрацијом и припремом за штампу.

## Биографија
Цвијета Јоб је 1951. завршила студије на Академији у Загребу. У НОБ учествује од 1942. где се бавила политичком карикатуром, цртежом и припремом партизанске штампе. Излагала је са сликарима партизанима Хрватске током НОБ. Самостално је излагала од 1954. Сликала је уље на платну, минијатуре у темпери, а радила је и графику. Одликовала се богатим, маштовитим изразом у коме су преовладавали поетични и лирски садржаји. Радила је илустрације дечије и омладинске књижевности (Суначана Гора, Еро с онога свијета, Рибар Палунко).
У загребачкој галерији Улрих је 2003. уприличена велика ретроспективна изложба слика Цвијете Јоб.

## Награде
- Награда за илустрацију Григор Витезм, 1967,
- Диплома на међународној изложби илустрација у Братислави, 1967,
- Диплому града Ријеке за изложбу минијатура,
- Златно перо Београда,
- Диплому у Лајпцигу, 1969.